# Vencedores do Prêmio Brasil Olímpico de 2006
O Prêmio Brasil Olímpico de 2006 foi a oitava edição da premiação dada pelo Comitê Olímpico Brasileiro aos melhores atletas do ano. 49 atletas foram premiados. Receberam homenagens também personalidades do mundo esportivo brasileiro, atletas paraolímpicos e o melhor técnico de 2004.

## Vencedores por modalidade
| - Atletismo: Fabiana Murer - Badminton: Mariana Arimori - Basquete: Iziane Castro Marques - Beisebol: Ronaldo Hidemi Ono - Boliche: Jacqueline Soares Costa - Boxe: Pedro Lima - Canoagem Slalom: Gustavo Selbach - Canoagem Velocidade: Naiane Fragoso Pereira - Ciclismo BMX: Allan Jonas Duarte - Ciclismo Estrada: Clemilda Fernandes - Ciclismo Mountain Bike: Jaqueline Mourão - Ciclismo Pista: Hernandes Quadri Júnior - Esportes na Neve: Isabel Clark (snowboard) - Esportes no Gelo: Ricardo Raschini (bobsled) - Esgrima: Renzo Agresta - Esqui Aquático: Juliana Romano Negrão - Futebol: Bárbara Micheline do Monte Barbosa - Futsal: Alessandro Rosa Vieira (Falcão) - Ginástica Artística: Diego Hypólito - Ginástica Rítmica: Ana Paula Scheffer - Handebol: Felipe Borges Dutra Ribeiro - Hipismo Adestramento: Pia Aragão - Hipismo CCE: Fabrício Reis Salgado - Hipismo Saltos: Rodrigo Pessoa - Hóquei sobre Grama: Lais de Oliveira Bernardino | - Judô: Flávio Canto - Karatê: Lucélia Ribeiro - Levantamento de Peso: Fernando Saraiva Reis - Luta: Aline da Silva Ferreira - Maratona Aquática: Poliana Okimoto - Natação: Kaio Márcio de Almeida - Natação Sincronizada: Caroline Hildebrandt - Patinação Artística: Mayra Maziero Ramos - Patinação Velocidade: Thalita Jarschel Arroyo - Pentatlo Moderno: Yane Marques - Pólo Aquático: Flávia Alvarenga Fernandes - Remo: Ana Luiza Lopes Pallasão - Saltos Ornamentais: César Castro - Softbol: Marcia Akiko Miyahira Mizushima - Taekwondo: Natália Falavigna - Tênis: Flavio Saretta - Tênis de Mesa: Cazuo Matsumoto - Tiro com Arco: Leonardo Lacerda de Carvalho - Tiro Esportivo: Renato Araujo Portela - Trampolim Acrobático: Rafael Oliveira Andrade - Triatlo: Mariana Ohata - Vela: Torben Grael - Vôlei de Praia: Larissa França - Voleibol: Gilberto Godoy Filho |

## Outros prêmios

### Troféu COI Esporte e Comunidade
- Paulo Servo

### Troféu Adhemar Ferreira da Silva
- Aída dos Santos (atletismo)

### Melhor atleta paraolímpico
- Masculino: Antônio Tenório
- Feminino: Terezinha Guilhermina

### Melhor técnico
- Bernardo Rocha de Rezende

### Melhores atletas do ano
- Masculino: Gilberto Godoy Filho
- Feminino: Laís Souza